# Lacinularia reticulata
Lacinularia reticulata är en hjuldjursart som beskrevs av Anderson och K.S. Shephard 1892. Lacinularia reticulata ingår i släktet Lacinularia och familjen Flosculariidae. Inga underarter finns listade i Catalogue of Life.